# 1504 en musique classique
| \| • Retour à la chronologie générale de la musique classique • \| |
| Grèce • Rome • Haut Moyen Âge • VIIIe siècle • IXe siècle • Xe siècle • XIe siècle XIIe siècle • XIIIe siècle • XIVe siècle • XVe siècle • XVIe siècle • XVIIe siècle XVIIIe siècle • XIXe siècle • XXe siècle • XXIe siècle |
| • Retour à la chronologie générale de la musique classique • |

| Années en musique classique : 1501 - 1502 - 1503 - 1504 - 1505 - 1506 - 1507    |
| Décennies en musique classique : 1470 - 1480 - 1490 - 1500 - 1510 - 1520 - 1530 |

## Œuvres
- Canti C (Harmonice Musices Odhecaton), publié par Petrucci à Venise.
- Frottole libro primo (Premier livre de frottoles), de Bartolomeo Tromboncino, publié par Petrucci à Venise.